# Рыскулово (Оренбургская область)
Рыскулово — село в Саракташском районе Оренбургской области в составе Жёлтинского сельсовета.

## География
Расположено на реке Касмарка вблизи границы с Башкортостаном, в 30 км к юго-востоку от районного центра поселка Саракташ.

## История
По одной из версий, Рыскулово основано в 1586 году. Возможно эта дата имеет какое-то основание. Упоминается с 1769 года, действовала мечеть, построенная в 1772 году. Жители села башкиры, по происхождению крупного рода кара-кыпчак. В 1795 году учтено в Рыскулово 24 двора и 173 жителя, в 1816 г 241 житель при 22 дворах, в 1834 году 504 жителя, в 1859 615 жителей при 112 дворах, в 1866 году 492 человека при 102 дворах. Значительная убыль населения связана с переселением некоторых жителей в другие населенные пункты. В 1900 году в ауле Рыскулово насчитывалось 431 жителей при 117 дворах. В годы советского периода Рыскулово входило в колхоз «Кагарман».

## Население
Население составляло 143 человек в 2002 году (башкиры 90 %), 120 по переписи 2010 года.